# Грей, Джимми
Джи́мми Ли Грей (25 сентября 1949 года — 2 сентября 1983 года) — американский убийца, казнённый за убийство трёхлетней девочки. Его случай не был бы ничем примечателен, если бы не странные события, происходившие во время его казни.

## Биография
Был осужден в Аризоне за убийство 16-летней девушки. Позже был условно-досрочно освобожден. В 1976 году он похитил трёхлетнюю девочку, изнасиловал её и убил. Был арестован и стал первым человеком, казнённым в Миссисипи с 1976 года, когда смертная казнь была восстановлена.
После начала выделения в воздух паров цианистого водорода, Грей не задерживал дыхания. Он сделал, по подсчётам свидетелей, 11 глубоких вдохов. У него начались конвульсии, сцена казни стала приобретать жуткий характер. Лишь на 9-й минуте казни ответственный за исполнение приговора шериф потребовал всех присутствовавших покинуть комнату свидетелей. Они ушли, и, по их же утверждениям, Грей всё ещё продолжал двигаться в кресле. Всё же он скончался, и, как считали свидетели, произошло это в страшных мучениях.
Реакция противников высшей меры наказания на казнь была очень жёсткой. По некоторым данным, ответственный шериф в момент казни был пьян. В ответ на обвинения шериф отвечал, что Грей совершил отвратительное преступление и думать о том, что тот помучился немного дольше, чем надо в данном случае, не обязательно.